# Prosena zonalis
Prosena zonalis är en tvåvingeart som beskrevs av Charles Howard Curran 1929. Prosena zonalis ingår i släktet Prosena och familjen parasitflugor.
Artens utbredningsområde är Tonga. Inga underarter finns listade i Catalogue of Life.